# ザ・ランドマーク

ザ・ランドマークのロゴ

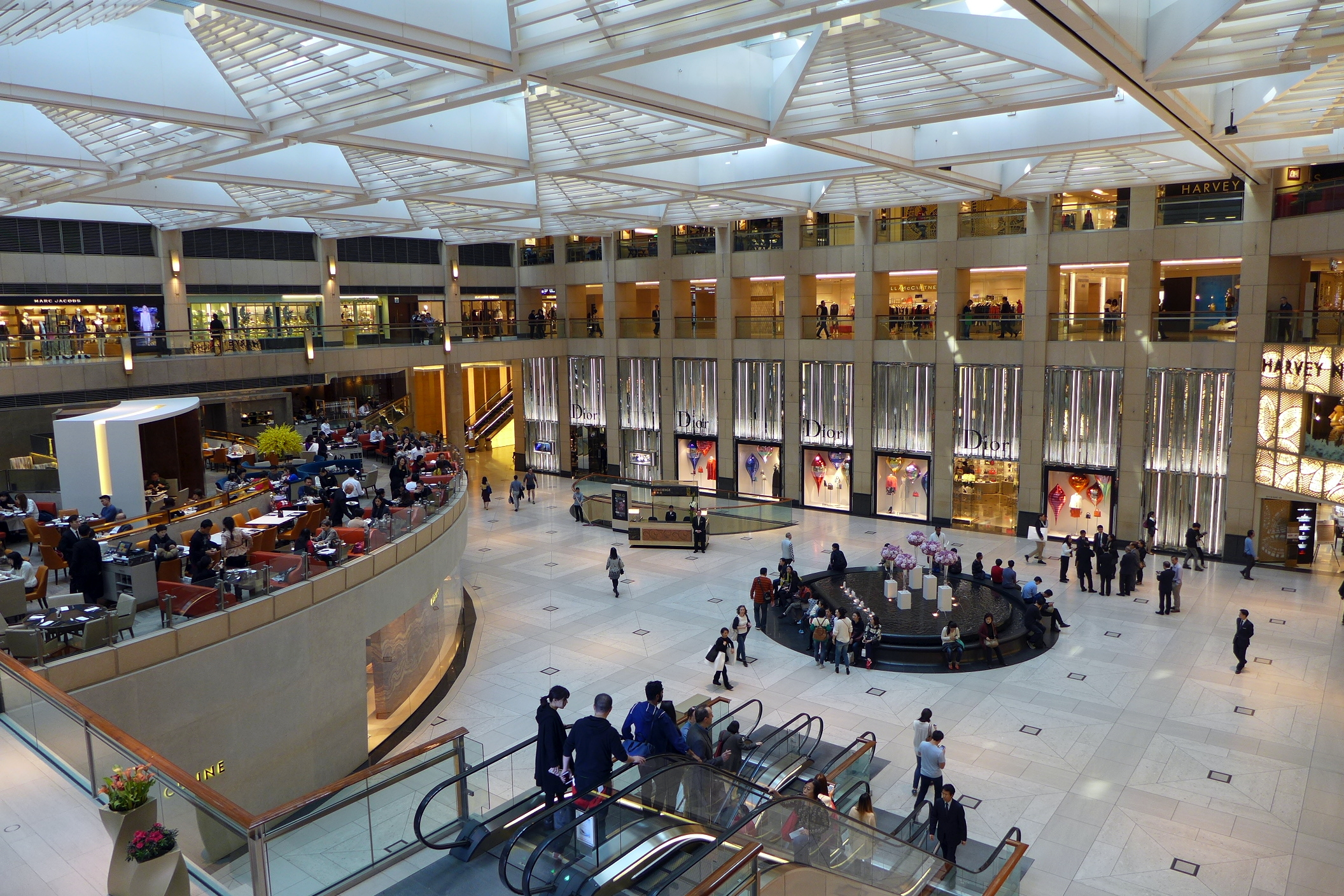
ランドマークアトリウム（2015年1月）

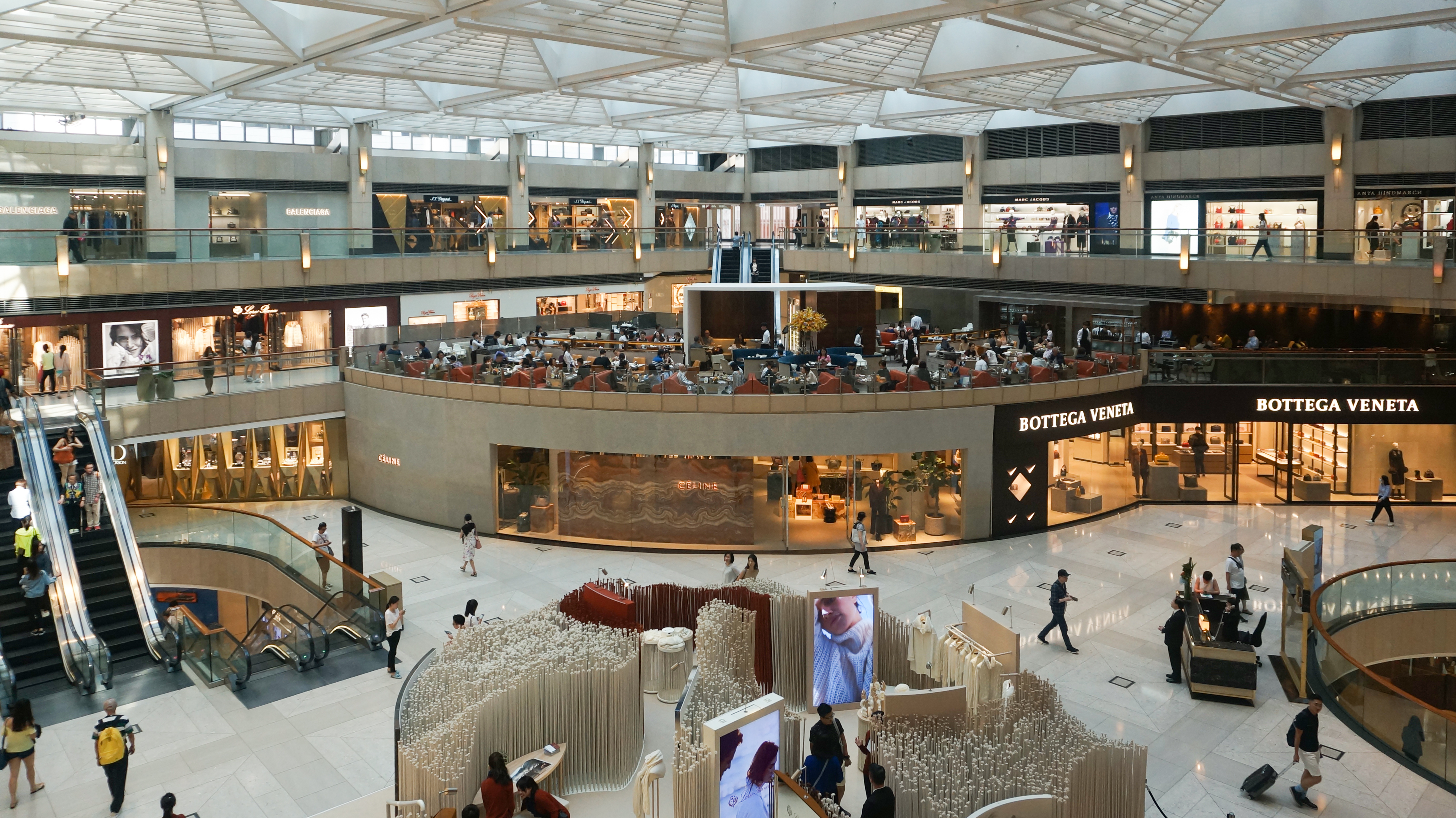
ランドマークアトリウム（2018年9月）

ザ・ランドマーク (中国語: 置地廣塲, 英語: The Landmark) は、香港・中環の畢打街にある商業施設である。日系カナダ人建築家の木下一による設計で、皇后大道中や德輔道中にも面し、中環の心臓部に位置する。

## 沿革
現在ザ・ランドマークが立っている場所は、もともとグロスタービル（告羅士打行）、レーンクローフォードビル（舊連卡佛行）、ウインザーハウス（溫莎行）、マリーナハウス（公主行）、エディンバラビル（公爵行）など、複数の建物が建っていた。グロスタービルには、1867年建造で6階建ての香港ホテルを前身としており、高級レストラン、グロスターが入っていた。
1974年、香港ランドが、中環の三期に及ぶ再開発計画を発表した。
- 第一期：築20年が経過していたアレクサンドラハウス（歷山大廈）の再建
- 第二期：グロスタービル、レーンクローフォードビル、ウインザーハウスの解体と再建
- 第三期：マリーナハウスとエディンバラビルの解体と再建

ザ・ランドマークは、第二期と第三期に建設された。
- グロスタービル→グロスタータワー（1976年着工、1980年竣工）
- レーンクローフォードビル、ウインザーハウス→ランドマークアトリウム（1976年着工、1980年竣工。香港初のアトリウム）
- マリーナハウス、エディンバラビル→エディンバラタワー、ランドマークアトリウム東翼（1979年着工、1983年竣工）

1980年12月15日、夕方6時より、総務長官の姬達らが開業式典を執り行った。アトリウムにある三層の列柱、茶座、半円形のテラス、全天候型の屋根、円形の噴水がランドマークとなり、海外からの観光客を魅了している。

## 現況

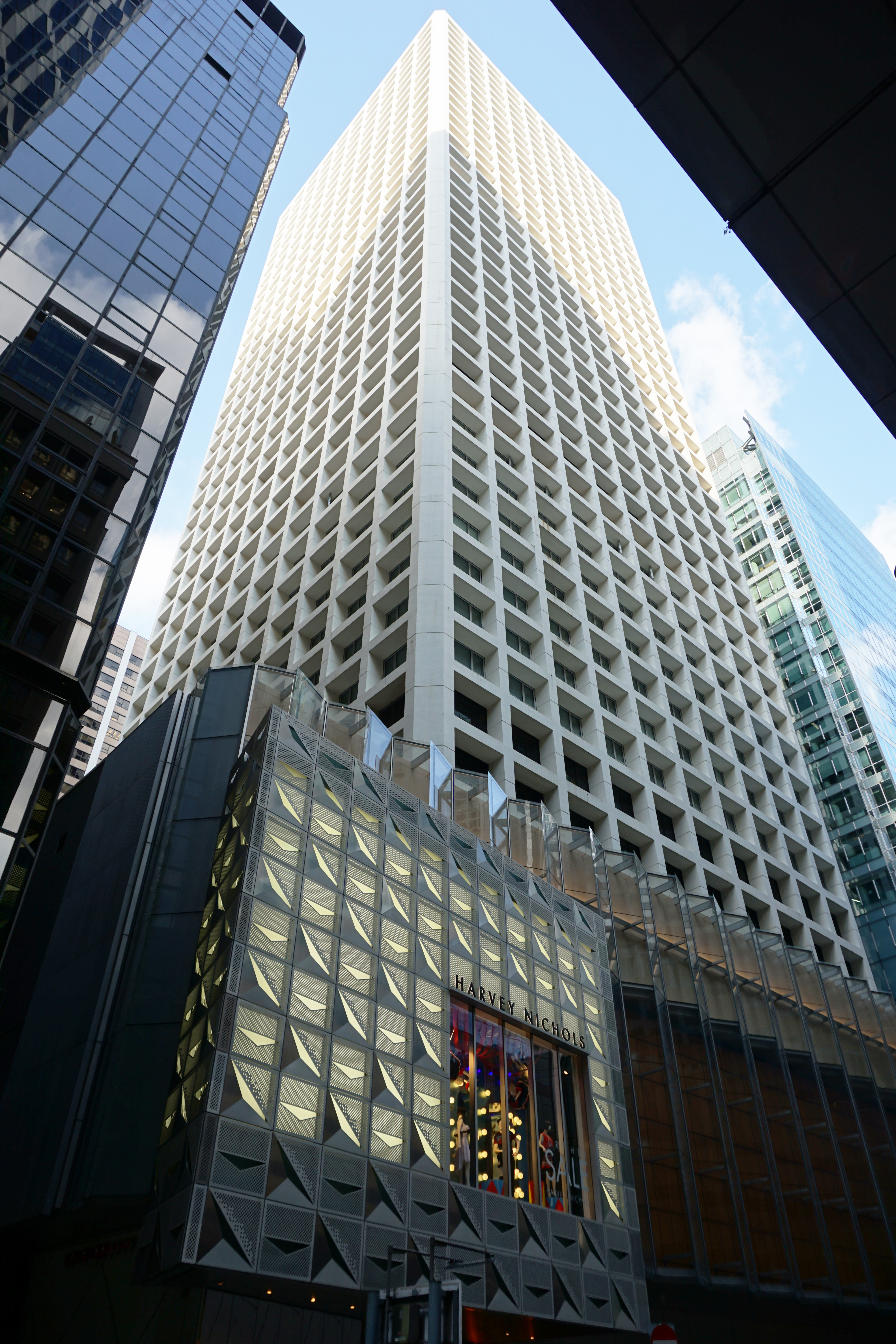
エディンバラタワー

ザ・ランドマークには3つのオフィスビル、ショッピングモール、ホテルが入っている。建物は中環の不動産を多数有する香港ランドが建設し、1980年代に完成した。
3つのオフィスビルのうち、北側のグロスタータワー（43階）、南側のエディンバラタワー（44階）の外観は同じである。南東側にはもともと5階建てのランドマークアトリウム東翼を建て直したヨークハウス（14階）がある。

## アトリウム
ランドマークアトリウムは、5階建ての商業施設で、香港でも有数のブランドショップが集まっている。ロエベ、マーク・ジェイコブス、サン・ローラン・パリは、香港初の店舗をここで開業させている。現在は、ルイ・ヴィトン、ディオール、グッチ、フェンディ、ティファニー、ハーヴェイ・ニコルズ、デビアスなどが店舗を構えている。モールのロビーでは、ファッションショーなど様々なプロモーション活動を行うことができるほか、Café Landmarkは著名人がアフタヌーンティーを楽しむ場所として知られる。
モールからは、アレクサンドラハウス、プリンセスビル、皇后大道中9号へと接続する歩道橋があり、地下ではさらにセントラルビルや港鉄中環駅とも結ばれる。
1994年、香港ランドは、香港証券取引所から撤退した後の戦略として、ザ・ランドマークをリニューアルし、その地位を高めることを発表した。工事は1995年9月に始まり、外壁、天井、床、手すりが全て取り替えられた。また、レストラン階の歩道橋が除かれ、エスカレーターが設置された。そのほか、出入口の改修なども実施され、香港返還前に工事を終えた。
2003年には、土地を最大限活用するため、容積率を使い切るべく、ショッピングモールの改修、増築など、新たに大規模なリニューアルを実施した。2005年9月には、5つ星ホテルのザ・ランドマーク・マンダリンオリエンタルホテルがオープンした。ザ・ランドマークの東翼は取り壊され、ヨークハウスが2007年に完成した。
2005年12月8日、ランドマーク内のルイ・ヴィトンがリニューアルオープンした。外観が半透明となっており、2階から3階の畢打街に面する場所に移転した。世界最大級の4店舗のうちの1つとなっている。
2012年、ランドマークアトリウムの地下1階を「メンズフロア」とした。同年には、中環にあった4つの小売施設をすべて「ランドマーク」に統一した。
2015年からは、ザ・ランドマークの商業施設部分を「ランドマーク・アトリウム」、プリンセスビルの商業施設を「ランドマーク・プリンセス」、アレクサンドラハウスの商業施設を「ランドマーク・アレクサンドラ」、チャターハウスの商業施設を「ランドマーク・チャター」に改名した。

## アクセス
港鉄
- █港島線、█荃湾線：中環駅G出入口
- █東涌線、█機場快線：香港駅C出入口

バス
- 德輔道中、畢打街を経由する路線

トラム

## 事件・事故
2009年8月、警備員が外国人女性のハンドバッグを盗んだ容疑で男性を確保し、警察に通報、捜査を行っていたところ、突然3階の手すりを乗り越え、アトリウムの1階まで飛び降りた。男性は意識不明の重体となり、病院に搬送されたが死亡が確認された。

## ギャラリー

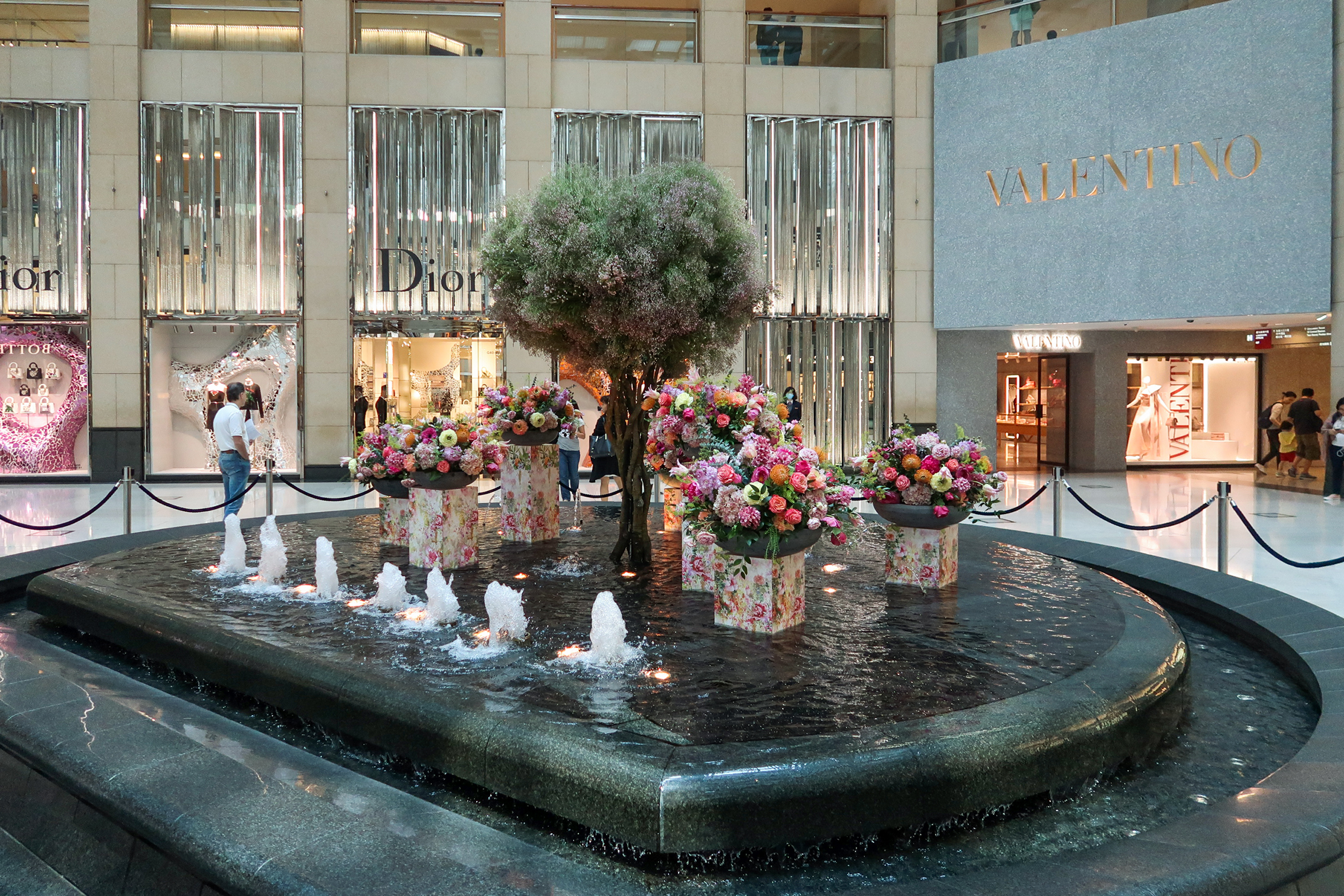
施設内の噴水
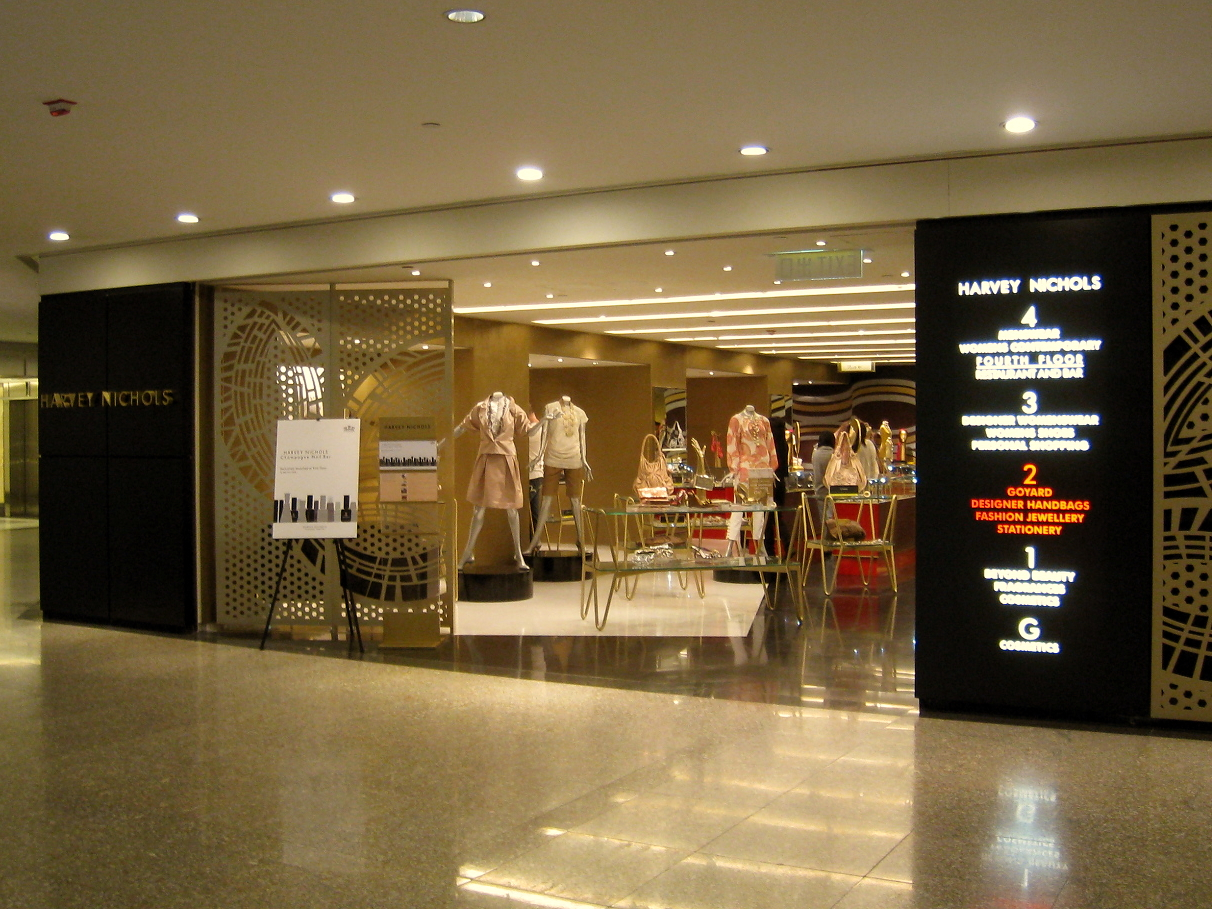
ハーヴェイ・ニコルズの店舗
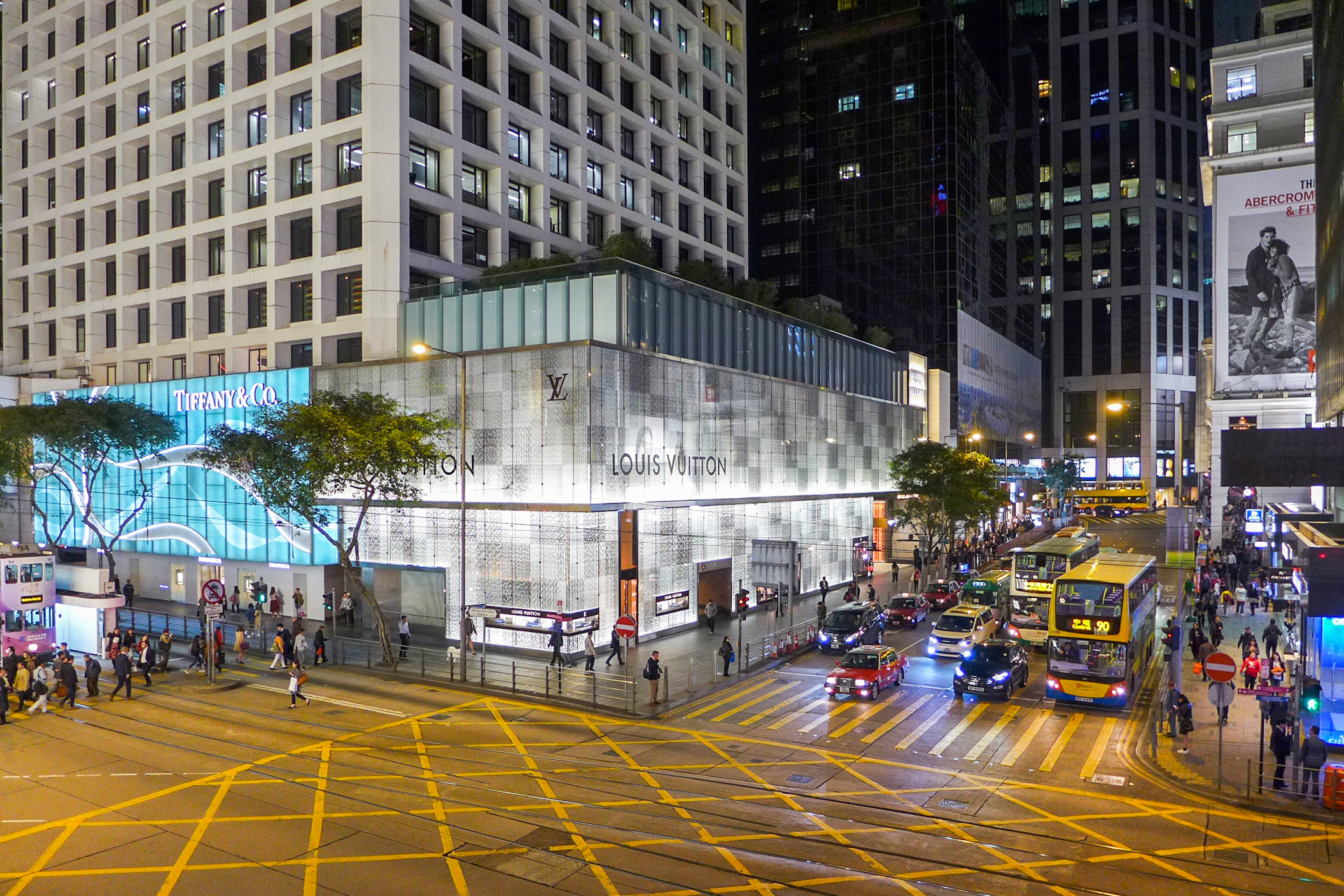
ルイ・ヴィトンの店舗
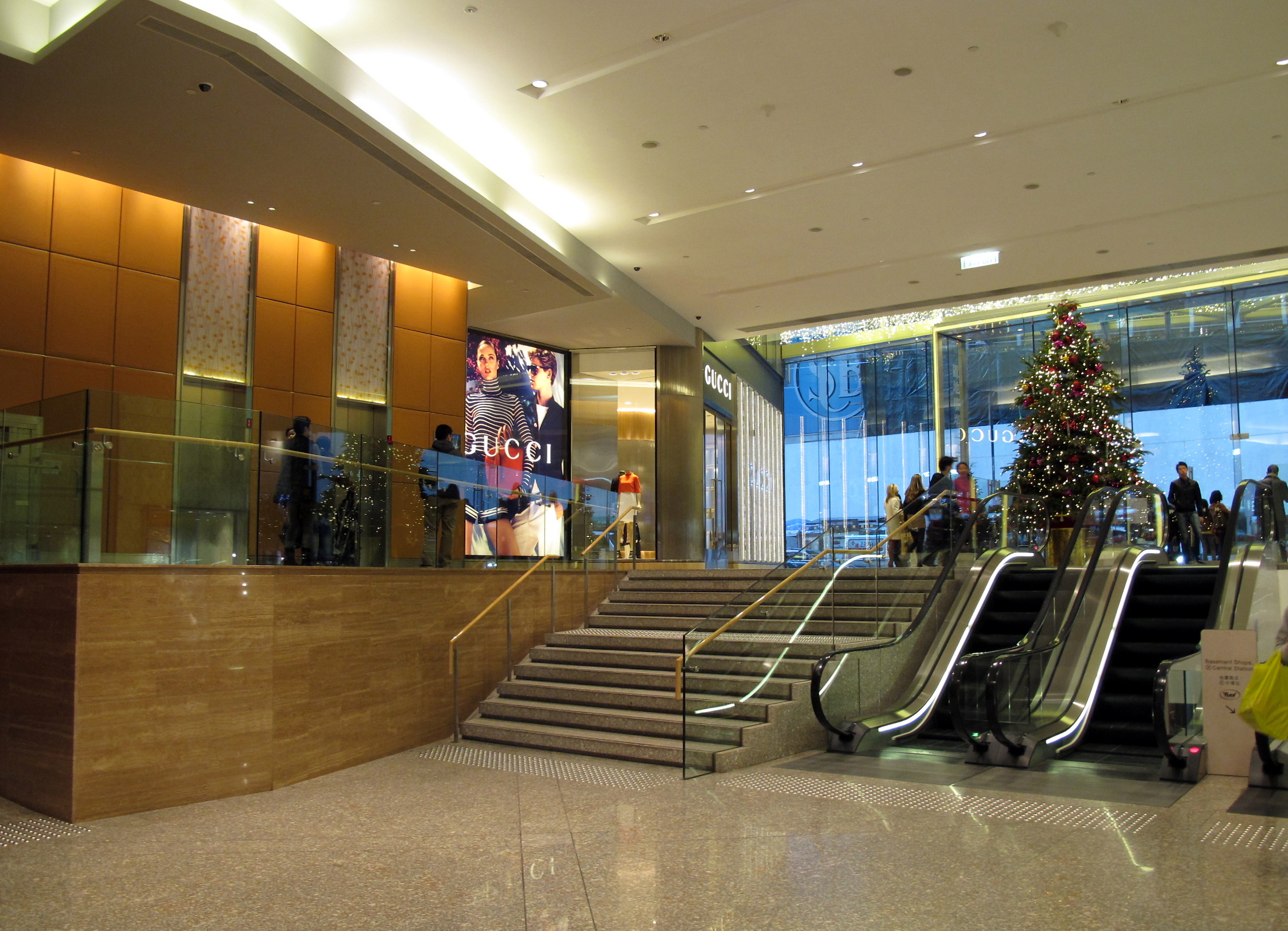
ヨークハウスの入り口
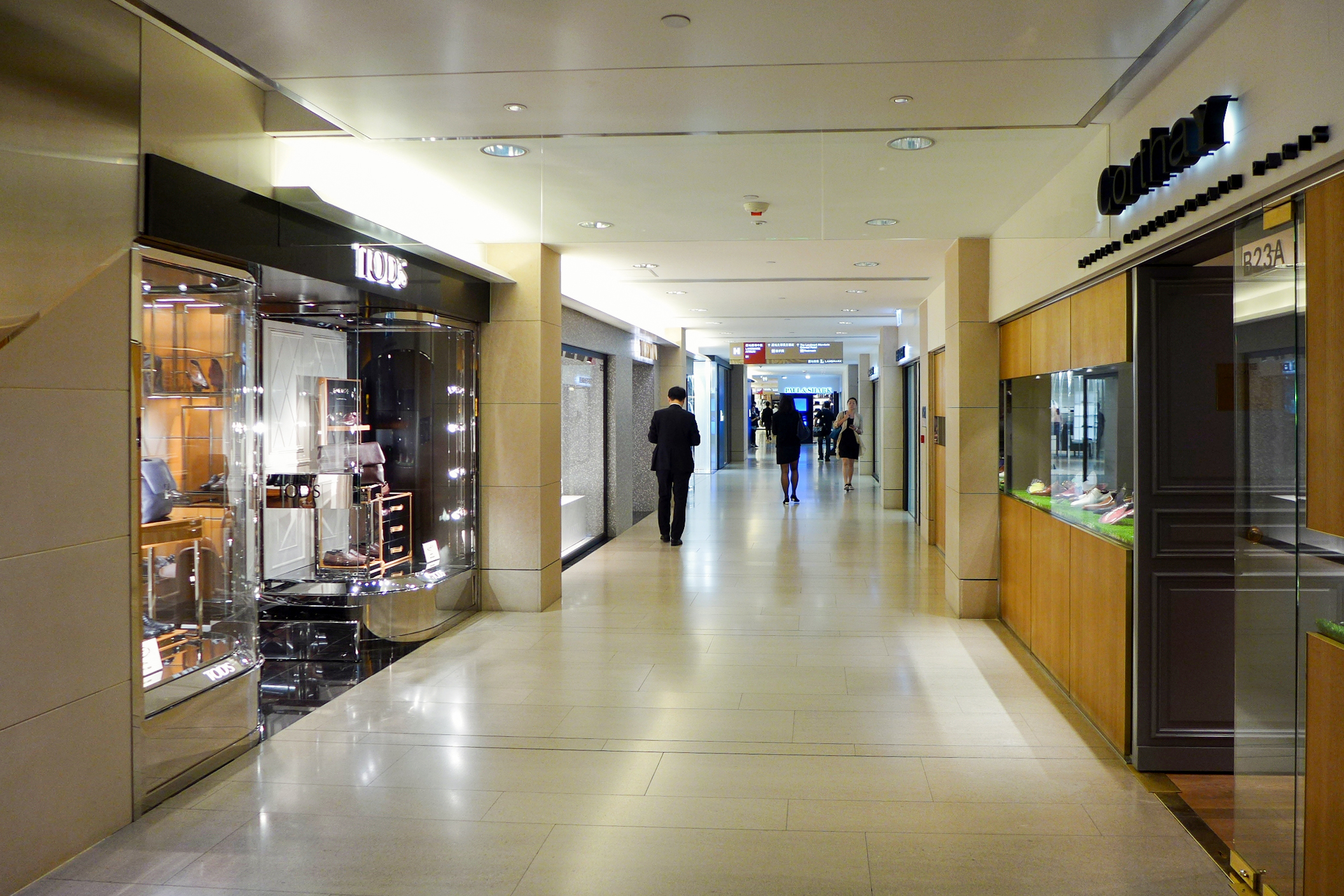
地下一階のランドマーク・メン
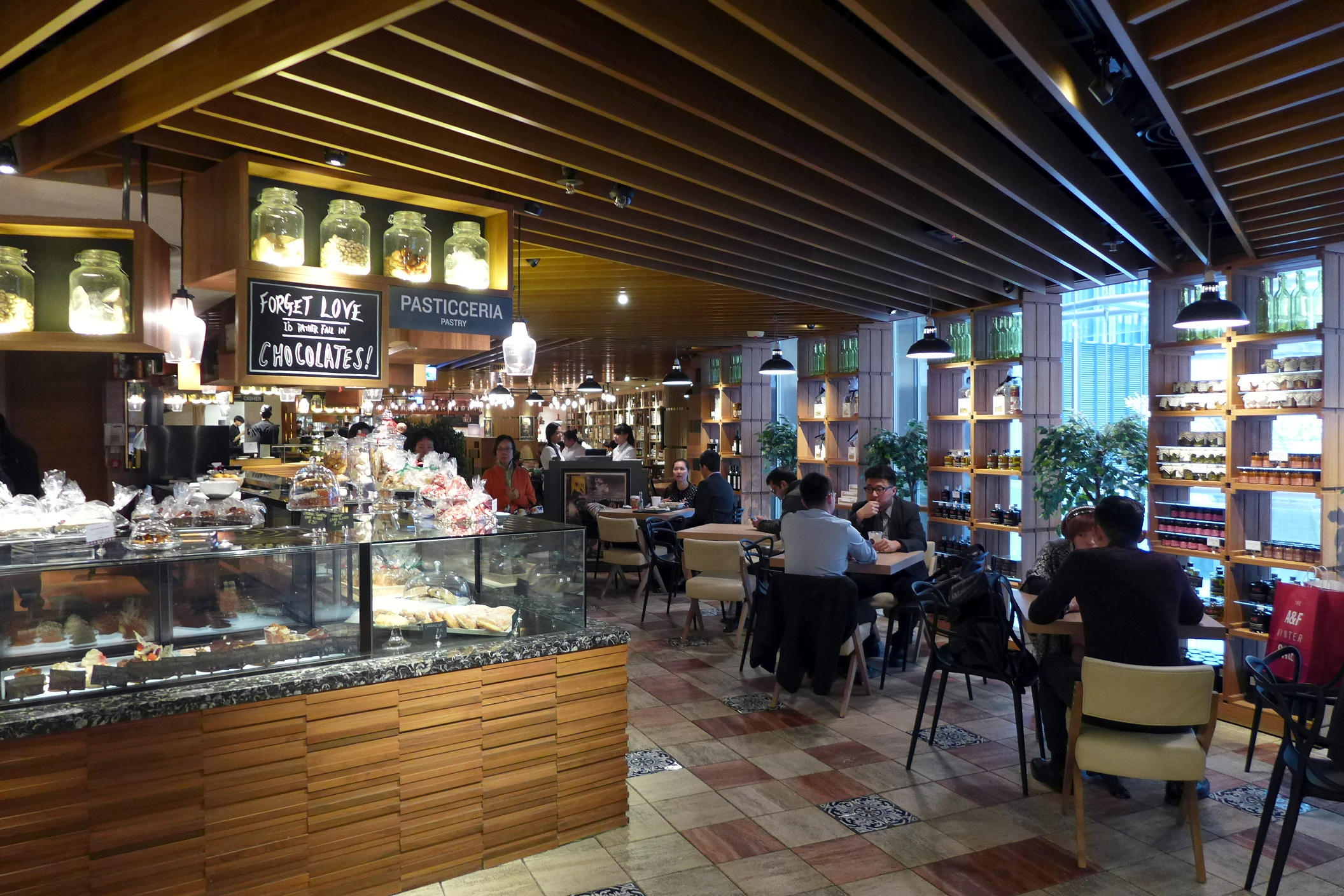
香港で初めてミシュランの星を獲得したイタリアンレストラン、CIAK - In The Kitchen